# Babia hora (Wielka Fatra)
Babia hora (680 m) – szczyt w Wielkiej Fatrze na Słowacji. Znajduje się na jej północnych zboczach opadających do Kotliny Turczańskiej, po wschodniej stronie wsi Turčianske Jaseno i Belá-Dulice.
Babia hora wznosi się w grzbiecie oddzielającym Belianską dolinę od Jasenskiej doliny, na zachód od szczytu Medzijarky. Jest ostatnim na północ wzniesieniem Wielkiej Fatry w tym grzbiecie. Jej północne i zachodnie stoki opadają do Jasenskiej doliny, południowo-zachodnie do Belianskiej, południowo-wschodnie do niewielkiej dolinki będącej odgałęzieniem Belianskiej doliny. Jest porośnięta lasem, jedynie na stokach północnych (są to wspólne stoki Babiej hory i Medzijarek) znajduje się trasa zjazdowa centrum narciarskiego Jasenská dolina. U północnego podnóża Babiej hory na dnie Jasenskiej doliny znajduje się osada Kašová, a w niej dolna stacje wyciągów narciarskich, pensjonaty, restauracja, kawiarnia, wypożyczalnia sprzętu narciarskiego. Zabudowany jest niewielki, zachodni skrawek podnóży Babiej hory (w widłach Belianskiego potoku i potoku Vôdky.
Babia hora znajduje się niemal w całości poza granicami Parku Narodowego Wielka Fatra. W obrębie tego parku znajduje się tylko niewielki skrawek dolnej części jej wschodnich zboczy.